# زرغرمحله
زرغرمحله (بالفارسية: زرگرمحله) هي مدينة تقع في إيران في Lalehabad District. يقدر عدد سكانها بـ 425 نسمة .